# Tuxenidia
Tuxenidia är ett släkte av urinsekter. Tuxenidia ingår i familjen lönntrevfotingar.
Kladogram enligt Catalogue of Life:
| Tuxenidia | \| \| Tuxenidia balcanica \| \| \| \| \| \| Tuxenidia hermonensis \| \| \| \| |
|           | \| \| Tuxenidia balcanica \| \| \| \| \| \| Tuxenidia hermonensis \| \| \| \| |
|           | Tuxenidia balcanica                                                           |
|           |                                                                               |
|           | Tuxenidia hermonensis                                                         |
|           |                                                                               |